# 連岳
連 岳（リェン・ユエ、1970年 - ）は中華人民共和国・福建省長汀県出身、コロンス島在住の時事評論家、ブロガー。
1990年に教師、1994年に検察官、1997年に地方紙記者、2000年に『南方週末』の記者となり、2001年に『21世紀経済報道』を編集し、2002年に公職を辞めて専任のコラムニストとなった。コラムの内容は主に国内外の政治の評論（主に中国共産党政府の擁護
）である。若い読者の間でわりと高い知名度を持っている。
2007年に廈門市の化学工場建設に反対する2万人のデモが起きた際にはデモの呼びかけを行った。

## 出版物
- 『来去自由』 2003年 四川人民出版社
- 『我是鶏湯』 2003年 華東師大出版社
- 『神了』 2006年 中国友誼出版公司
- 『格列佛再遊記』 2007年 中国電影出版社
- 『我愛問連岳』 2007年 作家出版社
- 『我愛問連岳II』 2008年5月 作家出版社

### ブログ
- 连岳的第八大洲

#### 停止・閉鎖ブログ
連岳のウェブログは何度も閉鎖され、そのたびに移転している。
- 连岳 - 新浪博客
- 五代目ウェブログ：http://rosu.blog.163.com/
- 四代目ウェブログ：http://www.lianyue.net/blogs/rosu/ [リンク切れ]
- 三代目ウェブログ：http://www.bullog.cn/blogs/lianyue/ [リンク切れ]
- 二代目ウェブログ：http://lianyeah.blog.com/ [リンク切れ]（2006年11月18日-2007年5月11日）
- 初代ウェブログ：http://rosu.spaces.live.com/ [リンク切れ]（2005年3月11日-2006年11月28日）

### ミニブログ
- 连岳 (@lianyue) - X
- 连岳 - 騰訊微博
- 连岳 - 網易微博